# 艾岑貝格魏爾湖

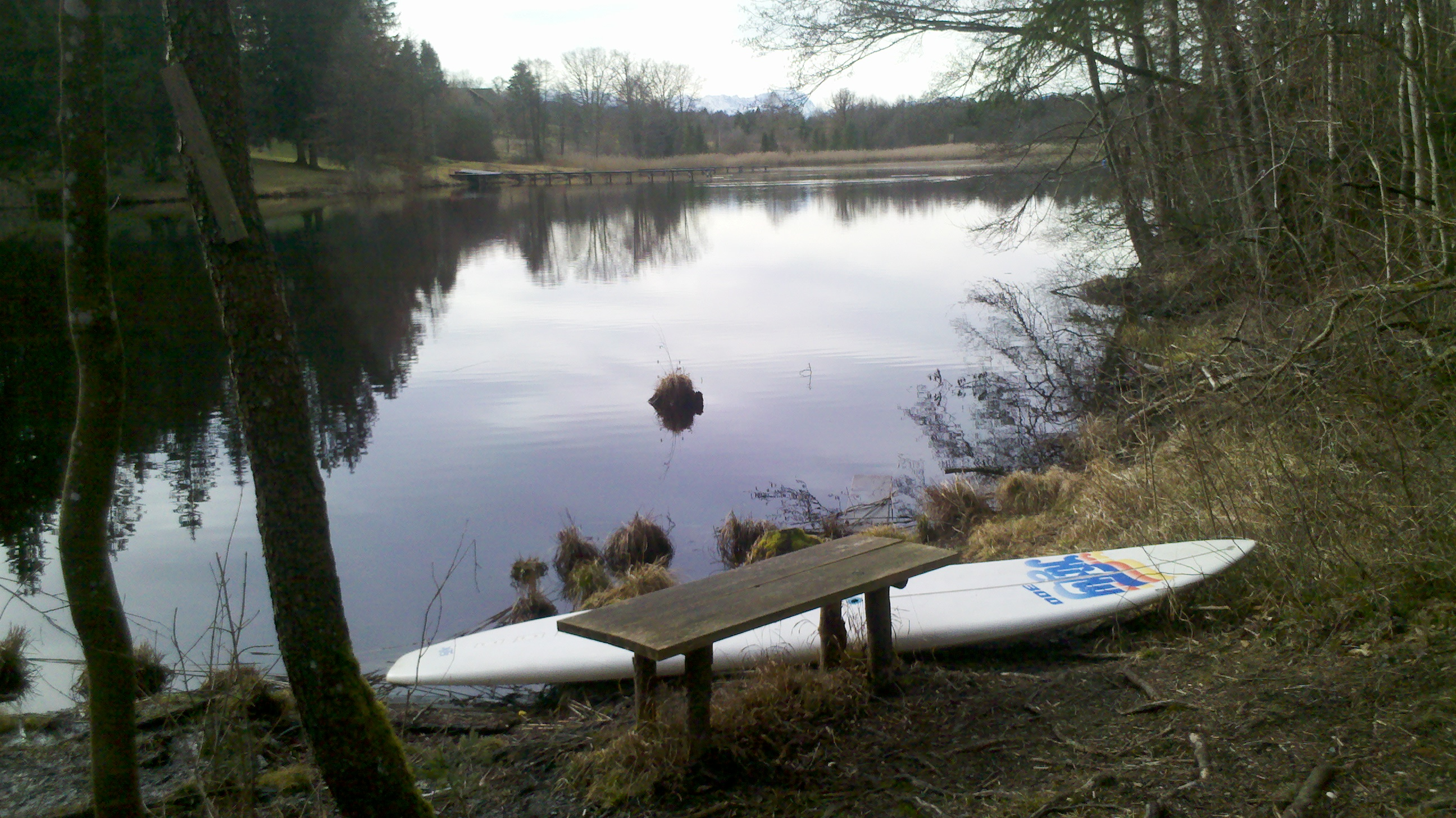

47°47′07″N 11°21′46″E / 47.7853°N 11.3628°E
艾岑貝格魏爾湖（德語：Eitzenberger Weiher），是德國的湖泊，位於該國東南部，由巴伐利亞州負責管轄，處於伊弗爾多夫，長0.4公里、寬0.1公里，面積0.05平方公里，海拔高度605米，最大水深10米。